# Парламентские выборы в КНДР (2024)
Парламентские выборы 2024 года в Северной Корее должны были состояться в марте или апреле. Однако считается вероятным, что они были отложены или отменены из-за отсутствия коммуникации с правительством Северной Кореи по этому вопросу, возможно, из-за попыток Ким Чен Ына принять поправку к конституции перед выборами, которые определяют Северную Корею как отдельное от Южной Кореи государство, а Юг также обозначен как «главный враг» Севера.
Многие за пределами наблюдатели ожидают, что выборы будут фиктивными, похожими на предыдущие.